# Clément Moreau

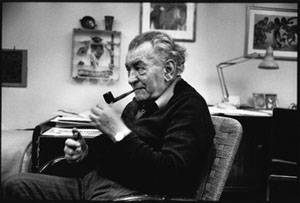
Erling Mandelmann: Clément Moreau (1979)

Clément Moreau (* 26. März 1903 bei Koblenz am Rhein; † 27. Dezember 1988 in Sirnach), mit bürgerlichem Namen Carl Josef Meffert, war ein politisch und sozial engagierter Gebrauchsgrafiker und Künstler. Als sein  Hauptwerk gilt die Linolschnittfolge Nacht über Deutschland.

## Leben
Carl Josef Meffert wurde am 26. März 1903 unehelich in Koblenz geboren. Nach einer schwierigen Kindheit verbrachte er die Jahre 1914 bis 1918 als Fürsorgezögling in zwei Anstalten in Westfalen. Mehrere Ausreißversuche scheiterten.
1927 zog er nach Berlin und kam dort u. a. mit Käthe Kollwitz, Emil Orlik, Heinrich Vogeler, Otto Nagel und John Heartfield in Kontakt. Auch Dank deren Förderung stellt Meffert erste grafische Arbeiten sowie Buch- und Zeitschriftenillustrationen für die Arbeiterpresse her. Mit Sonja Marchlewska, der Ehefrau von Heinrich Vogeler, die den  damals Drogenabhängigen an Käthe Kollwitz verwiesen hatte, entspann sich eine leidenschaftliche Beziehung. 1928 entstehen die Linolschnittzyklen Erwerbslose Jugend und Deine Schwester; in den Jahren 1928/1929 folgt der zwanzigteilige Zyklus Fürsorgeerziehung, der Mefferts Erlebnisse in der Fürsorge zeigt.
Anfang der dreißiger Jahre zogen Meffert mit seiner Freundin Helen Ernst, mit seinem Freund, dem Maler Heinrich Vogeler, dem Grafiker Heinz Lohmar und seiner Frau Else, der Malerin Yoshida Blenk mit ihrem Mann, dem Maler Eugen Früh,  und dem Maler Heinz Otto und dessen Freundin, Gudrun Engels, nach Ronco sopra Ascona  in der Schweiz, um ihrem Freund Fritz Jordi bei dem  Aufbau der Tessiner Land- und Künstlerkooperative Fontana Martina zu helfen. Nach der Machtübernahme durch die Nationalsozialisten in Deutschland besuchte er Anfang 1933 ein letztes Mal Berlin und entkam bei der Flucht in die Schweiz nur knapp der Gestapo. Bis 1935 lebte Meffert als illegaler politischer Emigrant in der Schweiz und nannte sich fortan Clément Moreau. Um seiner drohenden Verhaftung zu entgehen, reiste Moreau 1935 ins argentinische Exil, wo er bis 1961 lebte und arbeitete. Dort entstand in den Jahren 1937/1938 eines der wichtigsten Werke der antifaschistischen Exilkunst: der Linolschnittzyklus Nacht über Deutschland.
Die politischen Umstände in Argentinien erzwangen 1961 Moreaus Rückkehr in die Schweiz. Hier lebte er in St. Gallen und Zürich, war u. a. als Theaterzeichner und Zeichenlehrer tätig. Erst in den 1970er-Jahren erlangte Moreaus künstlerisches Werk allmählich öffentliche Aufmerksamkeit. 1982/83 ehrte ihn seine Geburtsstadt mit dem Kulturpreis der Stadt Koblenz. Es folgten Ausstellungen und Ehrungen wie der Kulturpreis des Schweizerischen Gewerkschaftsbundes 1987 und der Kulturpreis des Deutschen Gewerkschaftsbundes 1988.
Clément Moreau starb am 27. Dezember 1988 in Sirnach.

## Werk (Auswahl)
Verzeichnis der Linolschnittzyklen und Zeichnungen:
- Hamburg

Verlag Junge Garde, Berlin 1927
6 bezeichnete und signierte Linolschnitte.
- Zement

Berlin: Galerie Neumann-Nierendorf 1927/1928
9 bezeichnete und signierte Linolschnitte.
- Deine Schwester

Berlin: Galerie Neumann-Nierendorf 1928
7 bezeichnete und signierte Linolschnitte.
- Erwerbslose Jugend

Berlin: Galerie Neumann-Nierendorf 1928
6 bezeichnete und signierte Linolschnitte.
- Fürsorgeerziehung

Berlin: Galerie Neumann-Nierendorf 1929
19 bezeichnete und signierte Linolschnitte.
- Proletarische Kunst

Basel: Verlag der Genossenschafts-Buchdruckerei (Ende 1932)
15 bezeichnete und signierte Linolschnitte
- Fontana Martina

Druckerei des Vorwärts, der Zeitung der Schweizer KP
13 signierte Linolschnitte mit Motiven von Mefferts Aufenthalt in Fontana Martina.
- Tagebuch des Spions Edward Kent. Illustrationen zu dem gleichnamigen Buch Nikolaj G Smirnovs, das in Fortsetzungen im Basler Vorwärts vom 31. Oktober 1932 bis  31. Januar 1933 in Basel abgedruckt wurde, nachdem es in der Erstausgabe bei der Internationalen Arbeiterhilfe in Berlin erschienen war.

8 signierte Bleischnitte.
- Großstadtbilder

bei der im Exil neugegründeten Büchergilde Gutenberg Zürich-Wien-Prag: (Dez. 1933).
10 signierte Linolschnitte
- 20 grabados de Clément Moreau

Buenos Aires: Ediciones Iman (ca. 1936).
20 signierte Linolschnitte
- Contra el nazismo y el fascismo

Buenos Aires, Argentinisches Tageblatt, 1938
26 Zeichnungen sowie 4 Linolschnitte bzw. Bleischnitte.
- El que siembra viento recoge tempestades

Buenos Aires (ca. 1941)
31 signierte Blätter (Zeichnungen) und 18 Seiten Text.
- Mein Kampf

Texto de Adolfo Hitler
Zyklus von über 100 Zeichnungen (ca. 1937) in argentinischen Zeitungen veröffentlicht.
- La comedia humana / Nacht über Deutschland

107 Linolschnitte auf Japanpapier (Gampi)
Erstveröffentlichung im „Argentinischen Tagblatt“ und „ARGENTINA LIBRE“ 1940.
- el chaco

Zürich 1963
12 signierte Linolschnitte.
- Argentina

Zürich 1973
12 signierte Linolschnitte.
- Die Brücke im Dschungel

Büchergilde Gutenberg, Zürich Frankfurt Wien, 1979
21 signierte Linolschnitte.
- Eine Liebesgeschichte

5 Linolschnitte.

## Ausgaben
- Neuausgabe „Fürsorgeerziehung“ in: carl meffert „die welt von unten“ LitPol Verlagsgesellschaft Berlin 1979 ISBN 3-88279-005-9
- Clément Moreau/Carl Meffert. Grafik für den Mitmenschen. Redaktion Hanna Gagel; Guido Magnaguagno. U.a. mit einer Biographie und einem Werkverzeichnis. Neue Gesellschaft für bildende Kunst und Kunstamt Kreuzberg, Berlin, 1978. Band zu einer gleichnamigen Ausstellung im Kunstamt Kreuzberg  Berlin, 17. März bis 30. April 1978.
- Linolschnitte zu Ignazio Silone. LitPol-Verlagsgesellschaft, Berlin 1980, ISBN 3-88279-018-0.
- Mit dem Zeichenstift gegen den Faschismus – 99 ausgewählte politische Karikaturen aus den Jahren 1935–1945. Auswahl + Einleitung von Guido Magnaguagno, LitPol-Verlagsgesellschaft, Berlin 1980, ISBN 3-88279-013-X.
- Clément Moreau: Nacht über Deutschland. 107 Linolschnitte aus den Jahren 1937–1938. Mit einem Vorwort von Heinrich Böll. Verlag Neue Münchner Galerie, 1976.
  - Neuauflage: Clément Moreau: Nacht über Deutschland. 107 Linolschnitte aus den Jahren 1937–1938. EMG, Lübeck 2009 (Schriften der Erich-Mühsam-Gesellschaft 32).
  - Carl Meffert Proletarische Kunst Erweiterte Neuausgabe LitPol Verlagsgesellschaft Berlin 1977 ISBN 3-88279-000-8
  - clément moreau „mit dem zeichenstift gegen den faschismus“ LitPol Verlagsgesellschaft Berlin 1980 ISBN 3-88279-013-X